# IPhone 5
L'iPhone 5 és un telèfon intel·ligent desenvolupat per Apple Inc. Va ser presentat com la sisena generació d'iPhone el 12 de setembre de 2012.
Una imitació que falsificava l'iPhone 5 va aparèixer al mercat abans que l'original.

## Dades tècniques

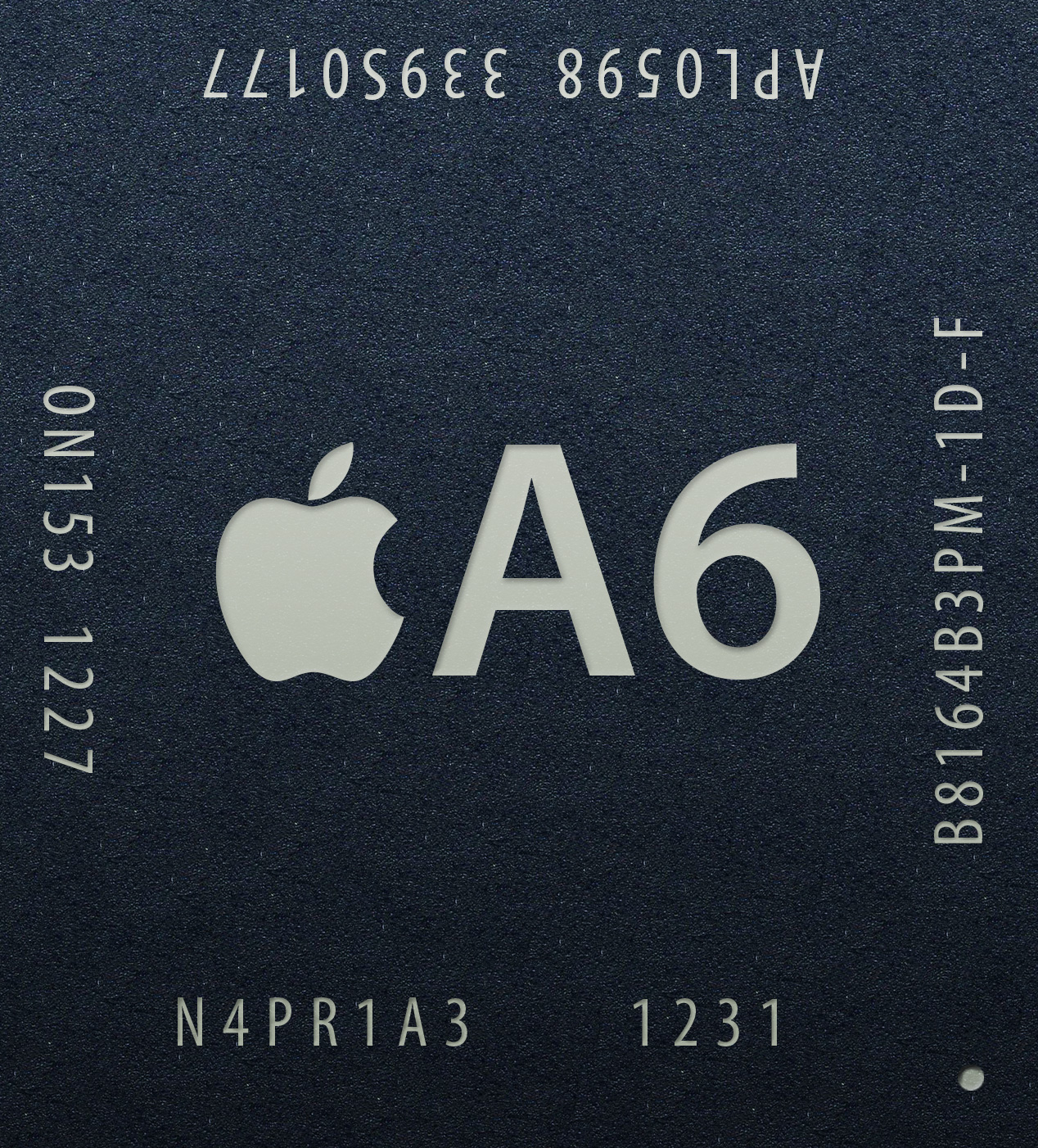
El xip SoC A6 d'Apple és un 22% més petit que l'A5 i consumeix menys energia.

L'iPhone 5 té una pantalla més gran, que accepta cinc files d'icones. Està construït en alumini. És l'iPhone més fi que s'hagi fet mai (només 7,6 mm de gruix) i és un 20% més lleuger. La resolució de la seva pantalla és 1.136 x 640 píxels. La nova pantalla té un 44% més de saturació que el seu antecessor.
El nou iPhone incorpora LTE, així com nova tecnologia Wifi, que permet utilitzar la banda de 5 GHz i arribar a velocitats de 150Mbits/s. Porta nou processador, A6 (Doble Nucli). "Dues vegades més ràpid" que l'A5 que muntava l'iPhone 4S i un 22% més petit. També ha millorat la bateria. Ara dura 10 hores de navegació amb wifi i 8 hores amb LTE.
El sensor de la càmera és de 8 megapíxels. Una resolució de 2.364 x 2.448 píxels. La càmera és un 25% més petita que en el model anterior. Pot prendre panoràmiques de fins a 28 megapíxels.
Es pot fer servir el Facetime a través de la connexió de dades. Disposa de tres micròfons. Inclou el nou sistema operatiu iOS6. Disponible en blanc i negre.
El telèfon està disponible en 16 GB, 32 GB i 64 GB. Des del 21 de setembre es pot comprar als Estats Units, Regne Unit, Alemanya, Canadà, Singapur, Japó i Hong Kong. Abans de final d'any arribarà a 100 països més.

## Connector Lightning

Apple Lightning connector

L'iPhone 5, així com l'iPod Touch (5a generació), i l'iPod Nano (7a generació), disposen d'un nou connector dock anomenat Lightning, que reemplaça el connector de 30-pin Apple Dock introduir el 2003 per Apple a l'iPod (3a generació).

## Nano-SIM
El telèfon porta un nano-SIM, més petit que el micro-SIM de l'iPhone 4S i l'iPhone 4.

## Mapes
El nou IPhone 5 té una sèrie de problemes amb Apple Maps, els nous mapes que l'empresa ha incorporat en el seu nou sistema operatiu per a dispositius mòbils.

## iPhone 5c
L'iPhone 5C va ser anunciat el 10 de setembre de 2013 com un dels successors juntament amb l'iPhone 5, de l'iPhone 5S. Posseeix les mateixes característiques de maquinari que el seu predecessor, però a diferència de l'iPhone 5s, no porta sensor dactilar i el material de la coberta posterior està feta de plàstic. Utilitza el sistema operatiu mòbil iOS 7, La interfície d'usuari d'aquest sistema operatiu es basa en el concepte de la manipulació directa, mitjançant gestos multitàctils, com ara esllavissades, switches, botons, cops, pessics, entre d'altres. Algunes aplicacions utilitzen els acceleròmetres interns responent a les rotacions i agitacions.

## Cronologia dels models
Fonts: Biblioteca comunicat de premsa d'Apple